# 2018年冬季残疾人奥林匹克运动会冬季两项比赛
2018年冬季残疾人奥林匹克运动会冬季兩項比賽於2018年3月10日、13日和16日在阿爾卑西亞越野和冬季兩項中心舉行。